# 神祇令
神祇令（じんぎりょう）は、『大宝律令』・『養老律令』に見られる編目の一つ。律令国家における国家祭祀の大綱を定めたもの。現存は『養老令』の神祇令のみ。養老令においては神祇令は第6篇に収載され、20箇条からなる。

## 概要
「神祇令」の成立に関しては、近江令の時点で成立していたとする学説もあるが、近年では20条中の大半が、689年（持統天皇3年）の飛鳥浄御原令によって成文化されたとする説が主流である。
「神祇令」は、唐の「祀令」を参考として作成されており、斎戒や祭祀の運営・管理に関する規定といった技術的・表層的部分に関しては「祀令」ときわめて類似している一方、日唐間の神観念の差異などから、唐の法令を取捨選択した上で日本の「神祇令」が作成された。特に、具体的な祭祀の規定については唐祀令を体系的に継受した形跡は見られず、神祇令で規定された祭祀は古来の日本の神々を対象としたものであり、唐祀令で祭祀対象とされた天帝などの漢土の神が神祇令において祭祀対象となることはなく、祀令で規定された宗廟祭祀も規定されなかった。また、神祇令には大祓と大嘗祭という祭祀儀礼の規定があるが、これに対応する祭祀は唐の祀令には見られない日本独自の祭祀であり、これらの規定が神祇令の特徴と考えられる。
幣帛に目を向けても、祀令においては牛や豚、羊などの動物供儀が重視されているが、神祇令においては動物供儀の規定が見られず、むしろ神祇令では動物犠牲は11条に定められる肉食禁忌に抵触するものとして避けられていたと考えられる。また、神祇令で規定された祈年祭や月次祭、新嘗祭では全国の官社に対して神祇官から幣帛を配る班幣祭祀が行われる規定となったが、これについても唐の祀令に同様の規定は見られず、日本独自の祭祀形態である。
このように、神祇令は日本古来の神祇信仰をもとに、その体裁に関しては唐の祀令を参考にして整理したものと考えられる。

## 内容
1条から9条は、四時恒例祭について規定する。1条は「天神地祇条」とされ、天神地祇は皆この令の規定に従って神祇官が祀ることを定める。2条は「仲春条」で、2月に祈年祭を行うことを定める。3条は「季春条」で、3月に鎮花祭を行うことを定める。4条は「孟夏条」で、4月に神衣祭・大忌祭・三枝祭・風神祭を行うことを定める。5条は「季夏条」で、6月に月次祭・鎮火祭・道饗祭を行うことを定める。6条は「孟秋条」で、7月に大忌祭・風神祭を行うことを定める。7条は「季秋条」で、9月に神衣祭、神嘗祭を行うことを定める。8条は「仲冬条」で、11月に相嘗祭・鎮魂祭・大嘗祭（新嘗祭）を行うことを定める。9条は「季冬条」で、12月に月次祭・鎮火祭・道饗祭を行うことを定める。
10条から14条は即位儀礼の大綱及び斎戒期間を規定する。10条では、天皇即位に際して天神地祇を祀り、その潔斎期間を、散斎の期間を1ヶ月、致斎の期間を3日と規定した。なお、散斎とは通常の生活を送りながら六色の禁忌（喪を弔うこと、病を問うこと、宍を食すること、刑罰の執行及び罪人の決罰を行うこと、音楽をなすこと、穢悪にあずかること）を避けることであり、致斎とは、職務を離れて斎戒に専念することである。11条は、上述の致斎と散斎について定める。12条は潔斎期間の長短による「大祀」「中祀」「小祀」の区分を定める。13条は践祚の日に中臣氏が「天神の寿詞」を奏上し、忌部氏が神璽の剣鏡を奉ることを規定する。14条は大嘗祭について規定する。
15条から17条は祭祀の管理運営について規定している。15条では祭祀を執り行う際には神祇官が太政官にあらかじめその旨を通告し、散斎の日の早朝に関係役所に一斉に通知することを定める。16条は、祭祀に用いる幣帛や飲食などが規格通りであるかを関係役所の長官が自ら検査確認するべきことを定める。17条は、諸社に臨時幣帛を奉るときの使者の任命方法を定める。18条では、大祓の儀式次第について定め、19条では大祓のときに各郡・各戸・国造が供進すべき物品を定める。
20条には、神戸の租庸及び田租・神税の用途と管理の規定を定める。

### 律令祭祀（神祇令）
以下は伊藤聡の見解を基にする。他に践祚などを挙げる見解もある。
- 祈年祭（神祇官）
- 鎮花祭（疫病退散祈願、大神神社、狭井神社にて）
- 神衣祭（天照大神に御衣を奉る、伊勢神宮にて）
- 大忌祭（広瀬神社にて）
- 三枝祭（率川神社にて）
- 風神祭（竜田神社にて）
- 月次祭（深夜に「神今食」）
- 鎮火祭（「宮城四方角」にて）
- 道饗祭（「京四方大路最極」にて）
- 神嘗祭（伊勢神宮にて）
- 相嘗祭（特定諸社にて）
- 大祓（朱雀門にて）
- 天神地祇祭（臨時）
- 一代一度大嘗祭（臨時）